# Dobrodan
Dobrodan (bulgariska: Добродан) är ett distrikt i Bulgarien.   Det ligger i kommunen Obsjtina Trojan och regionen Lovetj, i den centrala delen av landet, 120 km öster om huvudstaden Sofia.
I omgivningarna runt Dobrodan växer i huvudsak lövfällande lövskog. Runt Dobrodan är det ganska glesbefolkat, med 39 invånare per kvadratkilometer.